# Ambo

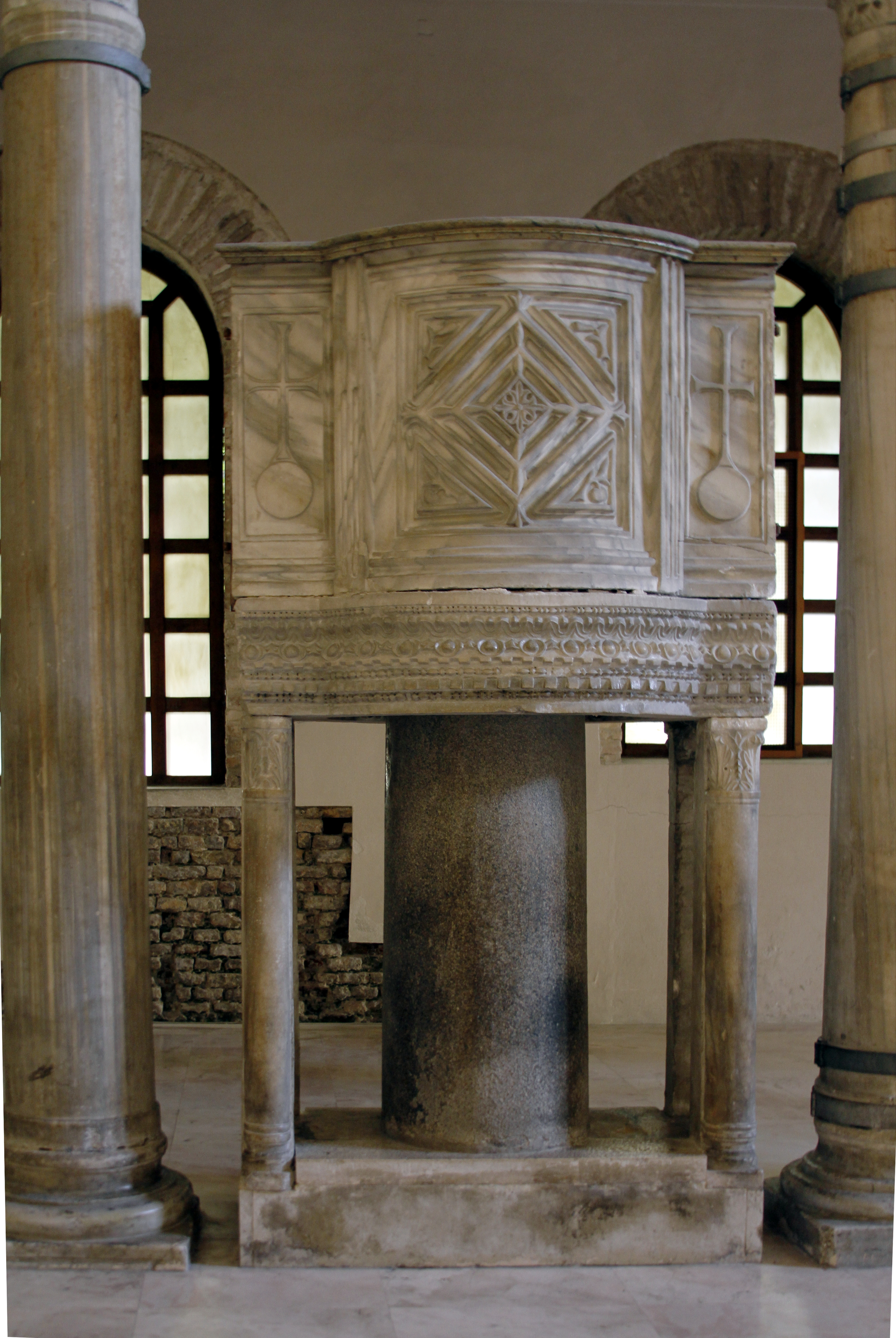
Kanzelförmiger Ambo aus dem 6. Jh. in Sant’Apollinare Nuovo, Ravenna

Der Ambo (auch Ambon; Plural Ambos bzw. Ambonen; von altgriechisch ἄμβων ámbōn, deutsch ‚erhöhter Rand (z. B. einer Schüssel), [später] Kathedra, Kanzel‘ zu ἀναβαίνειν anabaínein, deutsch ‚hinaufgehen, hinaufsteigen‘; lateinische Entsprechungen sind gradus und mittellateinisch lectorinum, lectorium und lectrinum) ist in orthodoxen, katholischen und lutherischen Kirchen der erhöhte Ort, von dem aus der Lektor, Diakon oder Priester die biblischen Lesungen oder das Evangelium vorträgt. Das ,Hinaufsteigen’ findet eine Erklärung in einem Wort des Propheten Jesaia: „Steige auf einen hohen Berg, Zion, du Botin der Freude“ (Jes 40,9). Man steigt zu dem erhöhten Ambo, um den Menschen das Kommen des Erlösers zu verkünden.

## Geschichte

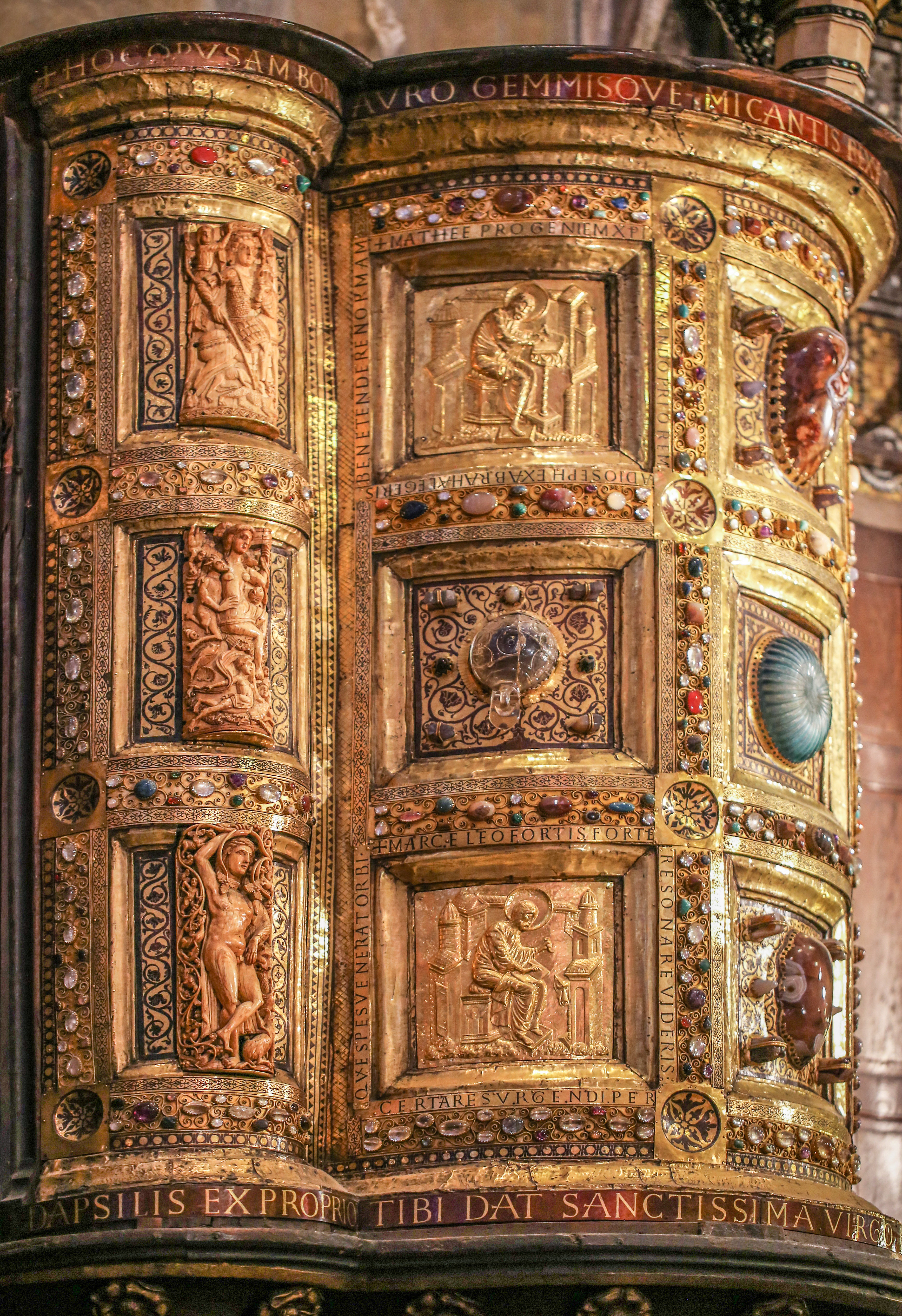
Aachener Dom: kanzelförmiger Ambo Heinrichs II. von 1002/1014
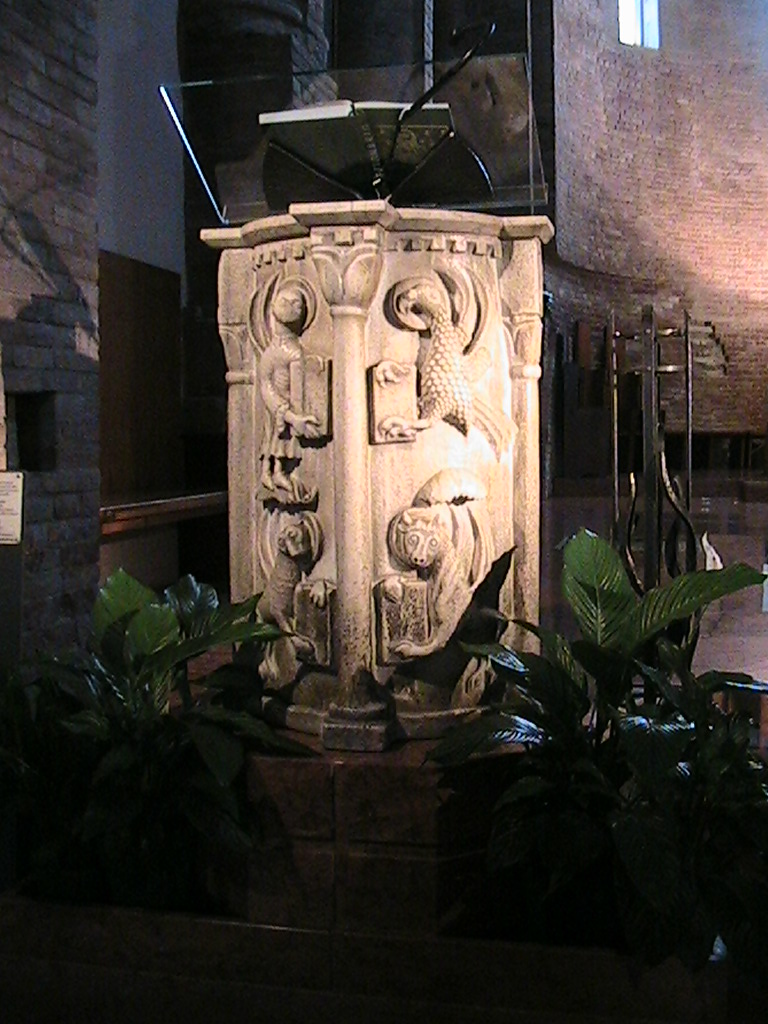
Basilika San Vicinio in Sarsina: pultförmiger Ambo, 12. Jh.
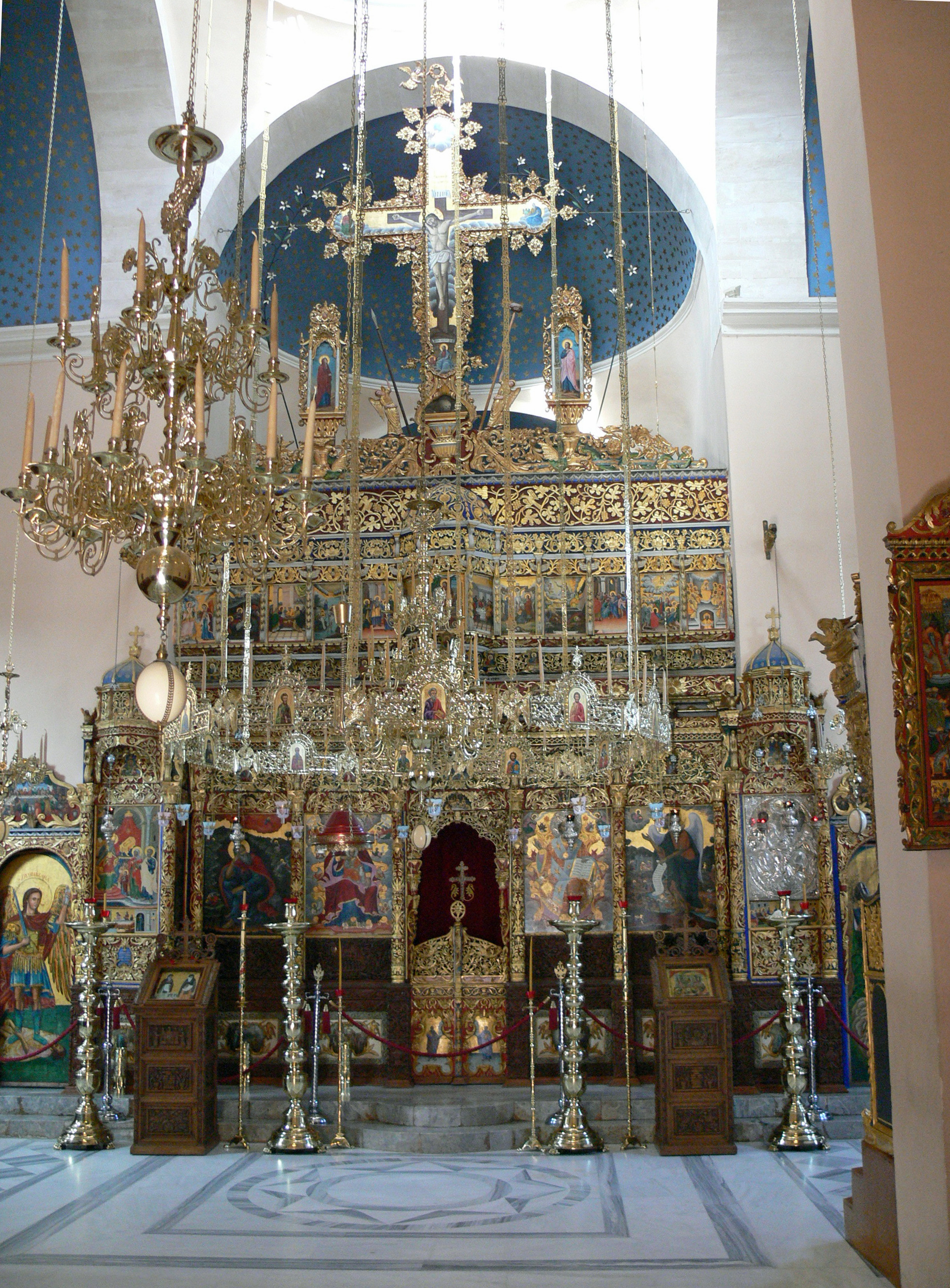
Kloster Agia Triada auf Kreta: Ambo als Podest vor dem Königstor, seitliche Pulte für Ikonen

Der Ambo stammt aus der Alten Kirche, kam aber im Mittelalter weithin außer Gebrauch. Stattdessen benutzte man seither für die Bibellesung häufig ein Lesepult im Altarraum und für die Predigt die Kanzel im Kirchenschiff.
Schon in der Spätantike wurden für Ansprachen stehender Geistlicher (Gegensatz zum sitzenden Bischof auf der Kathedra) kanzelähnliche Vortragsorte geschaffen, wie der Ambo von Sant’Apollinare Nuovo aus dem 6. Jahrhundert in Ravenna. Der Ambo Heinrichs II. (zuweilen auch „Heinrichsambo“ oder „Heinrichskanzel“) aus dem frühen 11. Jahrhundert im Aachener Dom hat die Form einer Kanzel ohne Schalldeckel.
Es wurden aber auch immer wieder Ambonen geschaffen, die – abgesehen von der reichen Dekoration – nur wenig erhöhte Stehpulte waren, so der aus dem 12. Jahrhundert in der Kathedrale von Sarsina oder jener aus dem 18. Jahrhundert in der Wallfahrtskirche Mariahilf zu Freystadt.
Aus dem 14. Jahrhundert gibt es Ambonen in Form vereinfachter Kanzeln, zum Beispiel die beiden an den Chorschranken der Kirche Santa Maria in Cosmedin in Rom.

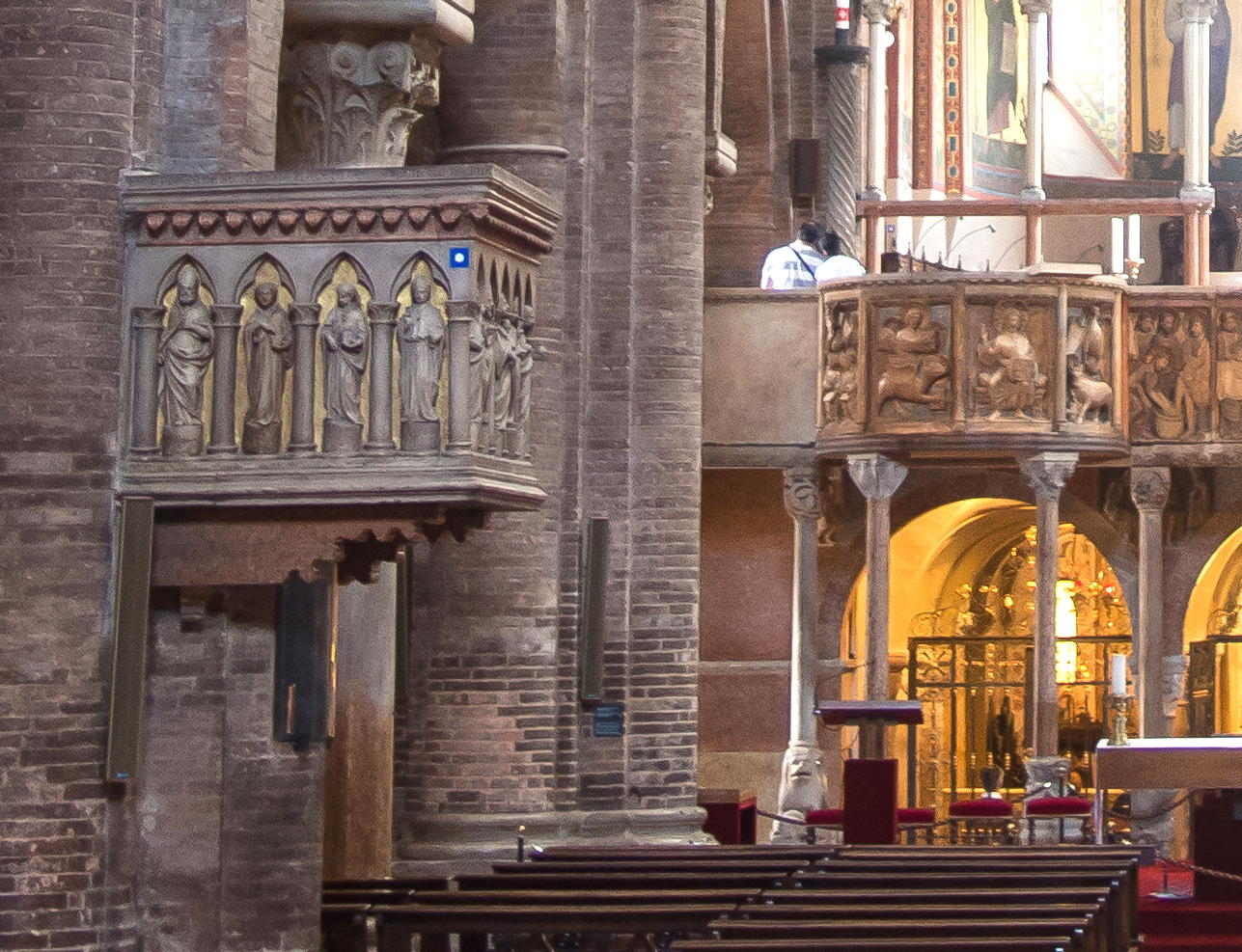
Kanzel (vorn links, 1322) und Ambo (rechts dahinter, spätes 12. Jh.) im Duomo di Modena
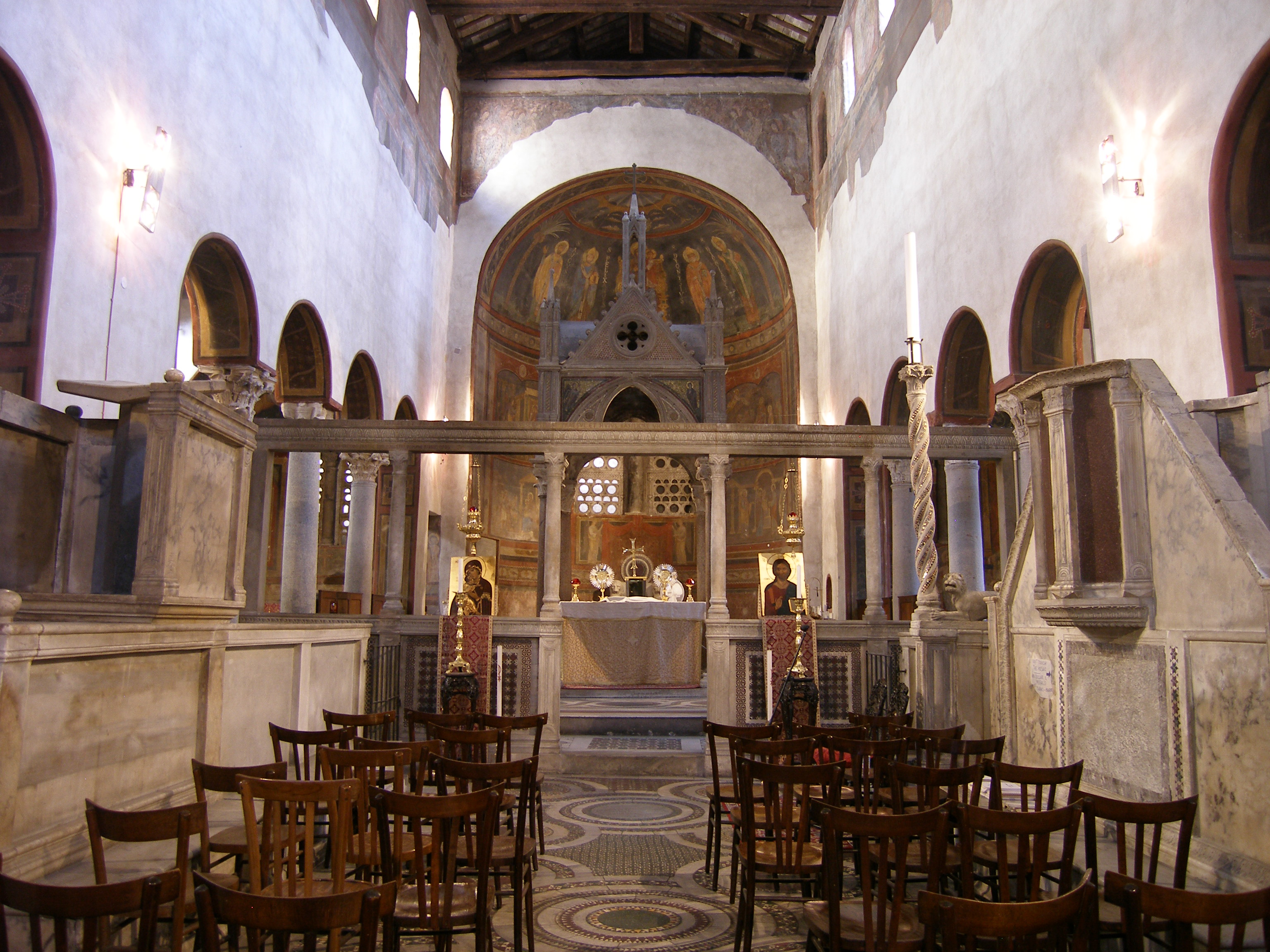
Santa Maria in Cosmedin, in Rom: paarige Ambonen, 14. Jh.
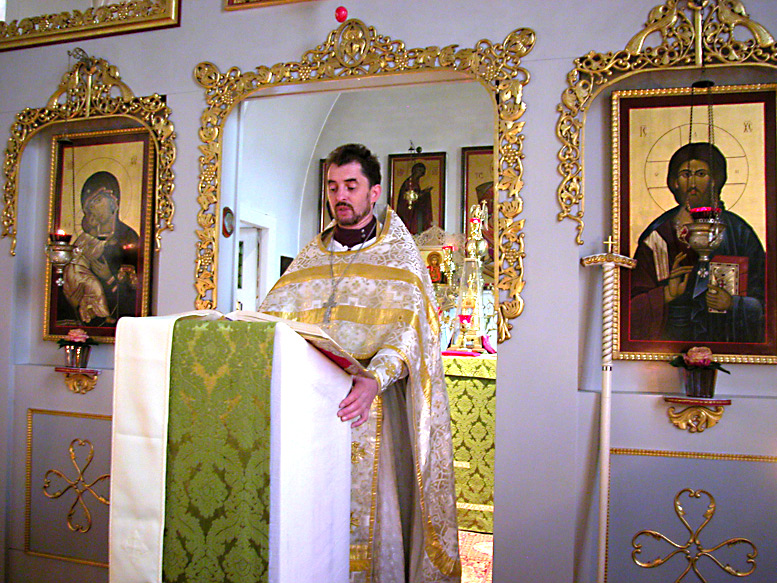
Priester, mit Phelonion bekleidet, am Ambo der russisch-orthodoxen Kirche in Düsseldorf

## Gegenwart

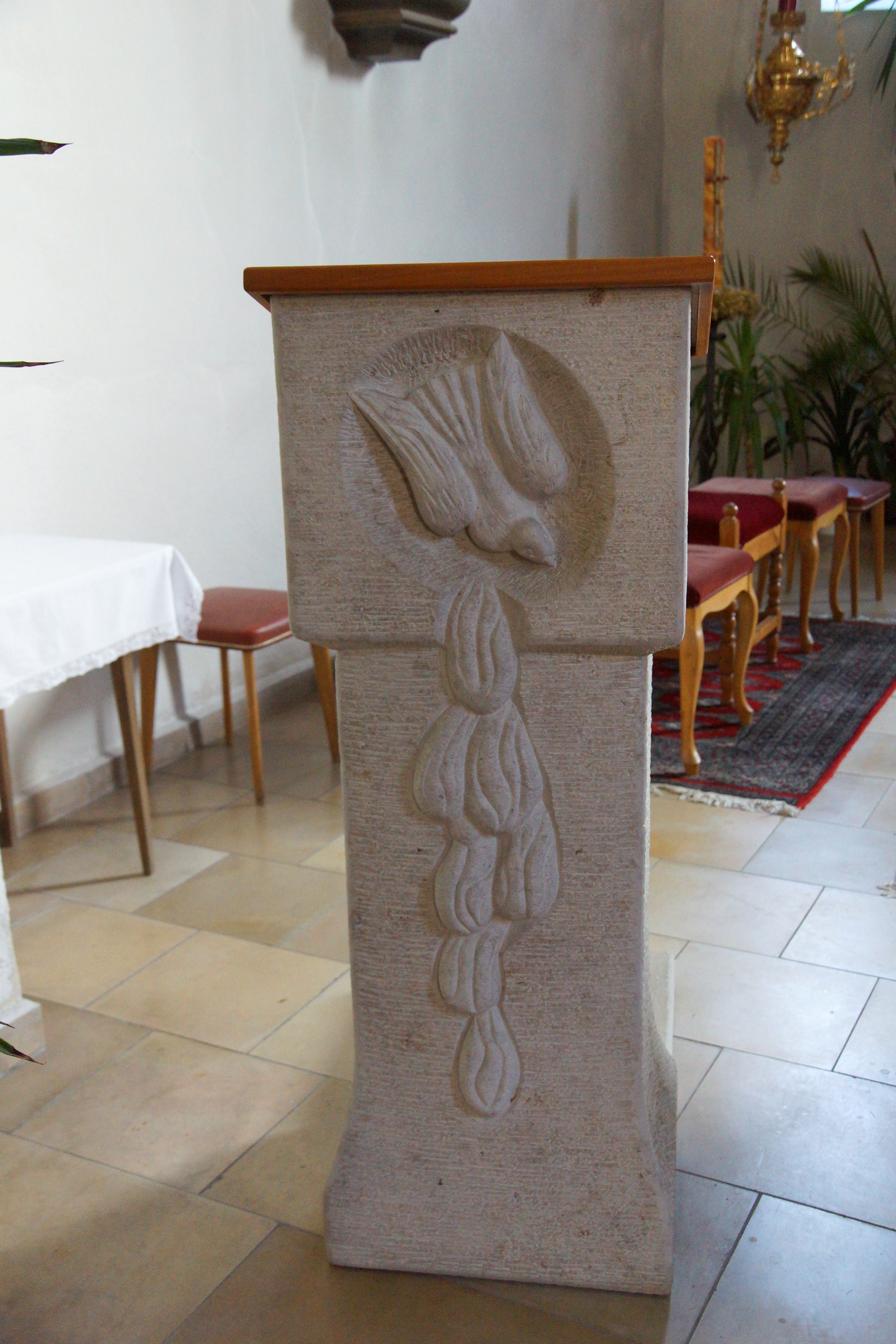
Moderner Ambo

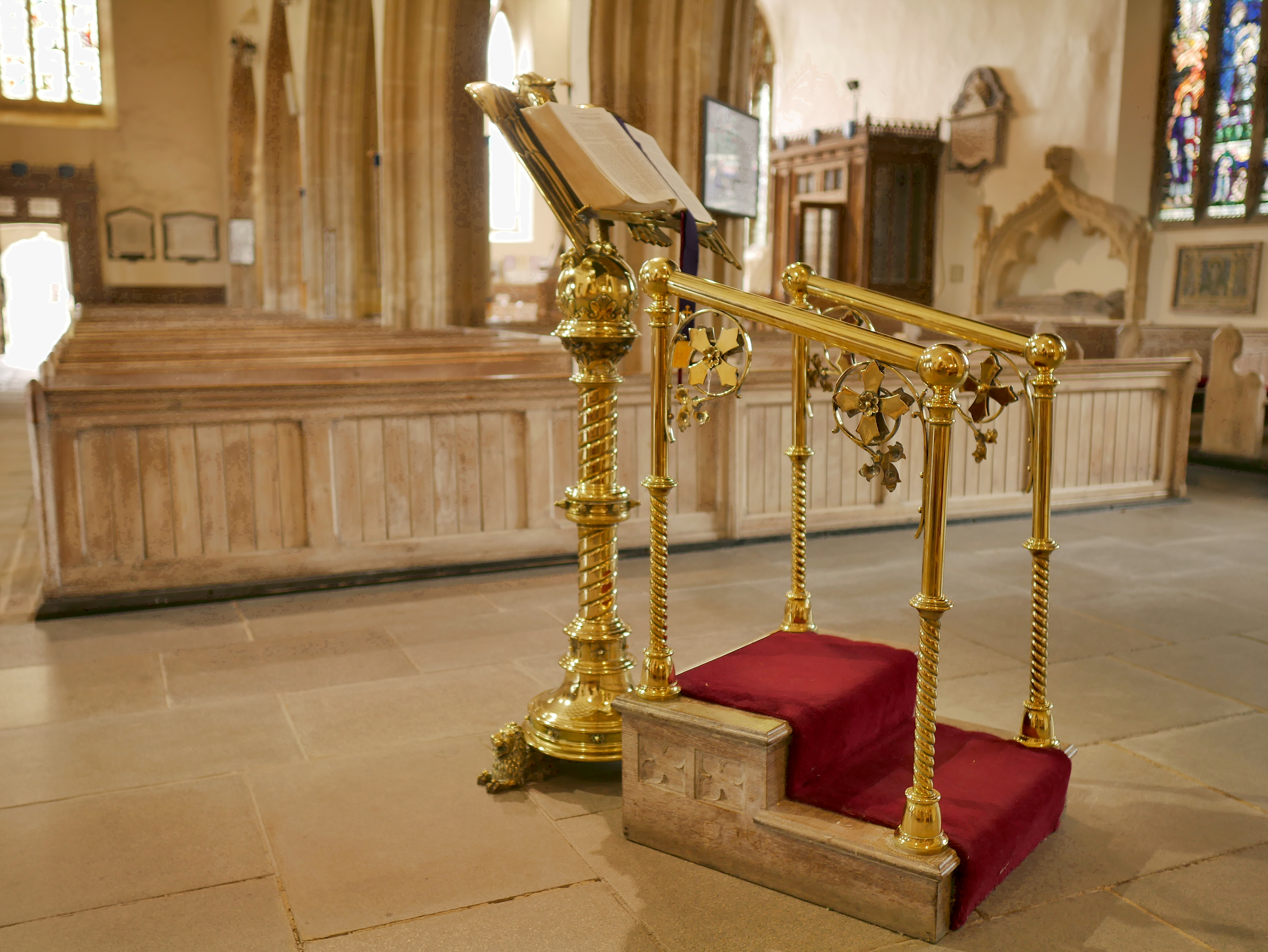
Für anglikanische Kirchen typischer Ambo

### Orthodoxe Kirchen
In den orthodoxen Kirchen kann der Ambo die Form eines gerundeten Treppenpodestes vor der königlichen Tür in der Mitte der Ikonostase haben oder ein Tisch vor der Mitte der Ikonostase sein. Auch ein üblicherweise umsetzbares, oft seitlich stehendes Pult ist möglich. Vom Ambo aus betet der Diakon bei den Litaneien vor. Der Ambo ist der Ort des Vortrags des Evangeliums und der Homilie.

### Katholische Kirche
Im katholischen Kirchenbau kam es im Zuge der Liturgiereform nach dem Zweiten Vatikanum zu einer Wiederbelebung des Ambos.
Die Verwendung eines gesonderten Ortes für die Verlesung der Heiligen Schriften soll die hohe Bedeutung des Wortes Gottes für die christliche Gemeinde unterstreichen. Hier wird das Evangelium verkündet. Auch der Antwortpsalm und das Osterlob (Exsultet) werden am Ambo vorgetragen. Während für die Priester und die Diakone der Ambo der gewöhnliche Ort für die Predigt (Homilie) ist, haben die Bischöfe die Wahl zwischen der Kathedra und dem Ambo.
Ambo („Tisch des Wortes“) und Altar („Tisch des Mahles“) sind die zentralen gottesdienstlichen Orte in und vor der Apsis. „Tisch des Wortes“ ist jedoch keine Bezeichnung des Ambos, sondern bildlicher Ausdruck für die gottesdienstliche Verkündigung des Wortes Gottes.
Ein besonderer Ort für die Aufbewahrung der Bibel oder des Evangeliars ist das Logophoron.

### Evangelische Kirche
Lutherische Kirchen haben in der Nähe des Altars außer der Kanzel üblicherweise ein schlichtes Lesepult ohne zeremonielle Gestaltung. Steht der Altar auf einem Plateau, mehrere Stufen über dem Fußboden des Gemeindebereichs, so steht das Lesepult mit auf diesem Plateau.